# Rue Didion
La rue Didion est une voie de la commune de Nancy, dans le département de Meurthe-et-Moselle, en région Lorraine.

## Situation et accès
La rue Didion est placée au sein de la Ville-neuve, à proximité immédiate du parc Charles III, et appartient administrativement au quartier Charles III - Centre Ville.

## Origine du nom
Elle porte ce nom en l'honneur de Barbe Françoise Madeleine Didion (1798-1836), fabricante de broderies et bienfaitrice de la ville.

## Historique
Après avoir porté les noms de « ruelle du Pendu » puis de « petite rue Sainte-Catherine » en 1754, de « rue Barra » en 1793, « rue de la Gendarmerie » en 1795, rue des Orphelines, « petite rue Sainte-Catherine » en 1811 elle prend sa dénomination actuelle en 1839.